# Martina Müller (Fußballspielerin)
Martina Müller (* 18. April 1980 in Kassel) ist eine deutsche Fußballspielerin. Die Stürmerin gewann 2013 mit dem VfL Wolfsburg das Triple. Mit der Nationalmannschaft wurde sie je zweimal Europa- und Weltmeisterin.

## Werdegang

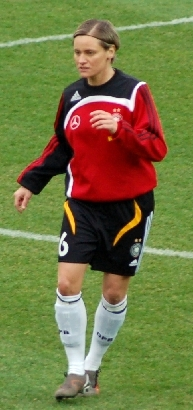
Müller beim Länderspiel am 28. Februar 2008

Martina Müller spielte in verschiedenen nordhessischen Vereinen, bevor sie 1998 zum damals amtierenden Meister FSV Frankfurt wechselte. Da der FSV in jenem Sommer fast alle seine Stars wie Birgit Prinz oder Sandra Smisek verlor, wurde Müller gleich Stammspielerin und sorgte mit ihren Toren für den Klassenerhalt.
Nach zwei Jahren in Frankfurt wechselte sie zum SC 07 Bad Neuenahr. Am 22. Juli 2000 debütierte sie im Spiel gegen die USA in der deutschen Nationalmannschaft. Ein Jahr später wurde sie mit der Nationalmannschaft Europameisterin. 2003 wurde Müller Weltmeisterin, ein Jahr später gewann sie die Bronzemedaille bei den Olympischen Spielen in Athen. Im Sommer 2005 wechselte sie überraschend zum VfL Wolfsburg, der gerade aus der Bundesliga abgestiegen war. Mit 36 Toren wurde Müller in der folgenden Saison Torschützenkönigin der 2. Bundesliga Nord und war somit Garantin für den direkten Wiederaufstieg.
Bei der EM 2009 kam sie zu zwei Einsätzen, wobei sie beim 1:0-Sieg gegen Island als „Spielerin des Spiels“ ausgezeichnet wurde. Für die WM 2011 wurde sie ebenfalls nominiert, kam aber zu keinem Einsatz.
In der Nationalmannschaft kam sie vorwiegend als „Joker“ zum Einsatz (75 Einwechslungen, 25 Tore) und bestritt nur 11 Spiele über die volle Distanz, in denen ihr acht Tore gelangen. Am 19. September 2012 kam sie beim 10:0 gegen die Türkei zu ihrem 100. Länderspieleinsatz und erzielte zum zweiten Mal in einem Länderspiel drei Tore. Am 20. November 2012 gab sie ihren Rücktritt aus der Nationalmannschaft bekannt. Neun Tage später bestritt sie ihr letztes Länderspiel. Insgesamt schoss sie 37 Tore in 101 Spielen, von denen sie in 75 Partien eingewechselt wurde.
Im Jahr 2013 gewann sie das Triple aus deutscher Meisterschaft, deutschem Pokalsieg und Champions League mit dem VfL Wolfsburg. Dies waren zugleich ihre ersten Vereinstitel. Im letzten Saisonspiel, dem Finale der Champions League gegen Olympique Lyon, erzielte sie per Strafstoß den entscheidenden Treffer zum 1:0-Endstand. Ein Jahr später gewann sie mit dem VfL Wolfsburg erneut die Champions League. Im Finale schoss sie zwei Treffer, darunter auch den Siegtreffer zum 4:3-Endstand. Im Turnier erzielte sie 10 Treffer.
Neben ihren Mannschaftskameraden Nilla Fischer und Nadine Keßler wurde sie 2014 zur Wahl zum UEFA Best Women’s Player in Europe Award nominiert und belegte bei der Wahl den zweiten Platz.
Mit dem Ende der Saison 2014/15 beendete sie ihre Profi-Karriere.
Im Anschluss spielte sie aber weiterhin im Amateurbereich. Einige Jahre spielte sie beim STV Holzland in der Landesliga. 2021 wechselte sie zum TSV Barmke in die Oberliga Niedersachsen. Dort kam sie in der Staffel B der Niedersachsenliga Ost in der Saison 2021/22 zu 19 Toren in 14 Spielen und in der anschließenden Staffelsiegrunde zu neun Toren in sechs Spielen. Nach dem Aufstieg erzielte sie in der Saison 2022/23 der Regionalliga Nord 19 Tore in 24 Spielen. 2023 gewann sie mit dem TSV Barmke den Frauen-Niedersachsenpokal durch ein 3:1 gegen die Frauenmannschaft von Eintracht Braunschweig, wobei sie im Finale zwei Tore schoss. In der Saison 2023/24 spielte sie nur noch aus Spaß in der zweiten Mannschaft. Am Saisonende wurde sie noch zweimal in der Regionalliga eingesetzt und dann verabschiedet.

## Erfolge

### Titel
- Weltmeisterin 2003, 2007
- Europameisterin 2001, 2009
- Olympische Bronzemedaille 2004
- Champions-League-Siegerin 2013, 2014
- Deutsche Meisterin 2013, 2014
- DFB-Pokal-Siegerin 2013, 2015
- Frauen-Niedersachsenpokal 2023

### Auszeichnungen
- Silbernes Lorbeerblatt
- Niedersachsens Sportlerin des Jahres 2007
- Wolfsburgs Sportlerin des Jahres 2007, 2009, 2012
- Nordhessens Sportlerin 2004, 2007, 2011, 2013
- Niedersächsische Sportmedaille 2008
- Niedersachsens Fußballer des Jahres: 2008
- Fußballerin des Jahres: 2013
- Zweite bei der Wahl zu Europas Fußballerin des Jahres 2014

## Privat
Martina Müller arbeitet als kaufmännische Sachbearbeiterin bei VW in Wolfsburg.